# Возилићи
Возилићи су насељено место у саставу општине Кршан у Истарској жупанији, Хрватска. До територијалне реорганизације у Хрватској налазили су се у саставу старе општине Лабин.

## Становништво
На попису становништва 2011. године, Возилићи су имали 236 становника.

## Попис1991.
На попису становништва 1991. године, насељено место Возилићи је имало 243 становника, следећег националног састава:
| Попис 1991.‍  | Попис 1991.‍  | Попис 1991.‍ | Попис 1991.‍ | Попис 1991.‍ |
| ------------ | ------------ | ----------- | ----------- | ----------- |
|              |              |             |             |             |
| Хрвати       | Хрвати       |             | 141         | 58,02%      |
| Италијани    | Италијани    |             | 6           | 2,46%       |
| Муслимани    | Муслимани    |             | 3           | 1,23%       |
| Југословени  | Југословени  |             | 2           | 0,82%       |
| Словенци     | Словенци     |             | 2           | 0,82%       |
| Срби         | Срби         |             | 1           | 0,41%       |
| неопредељени | неопредељени |             | 1           | 0,41%       |
| регион. опр. | регион. опр. |             | 83          | 34,15%      |
| непознато    | непознато    |             | 4           | 1,64%       |
| укупно: 243  |              |             |             |             |